# Christina Götschl
Christina Götschl (* 6. September 1990) ist eine österreichische Naturbahnrodlerin. Sie startet seit 2005 im Interkontinental-Cup, seit 2012 im Weltcup und erzielte den zehnten Platz bei der Europameisterschaft 2010.

## Karriere
Götschl begann 2001 mit dem Naturbahnrodeln. Schon bald konnte sie bei den Österreichischen Meisterschaften in ihrer Altersklasse erste Erfolge verbuchen. Seit dem Winter 2005/2006 startet sie im Interkontinental-Cup, wo sie in den Saisonen 2007/2008 und 2008/2009 mit mehreren Top-10-Ergebnissen und jeweils einem Podestplatz den fünften Gesamtrang erzielte. Ab 2007 nahm sie auch an internationalen Juniorenmeisterschaften teil. Bei den Junioreneuropameisterschaften 2007 in St. Sebastian und 2009 in Longiarü erzielte sie jeweils den neunten Platz, doch bei der Juniorenweltmeisterschaft 2008 in Latsch fiel sie nach Platz elf im ersten Lauf im zweiten Durchgang aus.
Mit einem vierten Platz bei den Österreichischen Staatsmeisterschaften 2010 war Götschl auch erstmals die mannschaftsinterne Qualifikation für ein Weltcuprennen geglückt, doch konnte sie am Rennen in Umhausen wegen ihres zeitgleich stattfindenden Maturaballes nicht teilnehmen. Kurz darauf gelang ihr in den Trainingsläufen der Europameisterschaft 2010 in St. Sebastian die teaminterne Qualifikation für den Wettkampf gegen Katrin Mladek, womit sie erstmals bei einem internationalen Großereignis in der Allgemeinen Klasse starten konnte. Sie beendete die Europameisterschaft an zehnter Position. Bei der Juniorenweltmeisterschaft 2010 in Deutschnofen wurde sie zwei Wochen später Siebente.
Zu Beginn der Saison 2011/2012 startete Götschl erstmals im Weltcup. Sie nahm in ihrer Premierensaison an fünf von sechs Weltcuprennen teil und fuhr meist ins Mittelfeld, wobei ein zehnter Platz in Železniki ihr bestes Ergebnis war. Im Gesamtweltcup belegte sie Rang zwölf. Bei der Europameisterschaft 2012 war sie allerdings nicht am Start.
Im Sommer nimmt Götschl auch an Wettkämpfen im Rollenrodeln teil, sowohl im Einsitzer als auch im Doppelsitzer mit Thomas Schopf. Dabei erreichte sie bei den Österreichischen Meisterschaften und im Austrian Rollenrodelcup bereits mehrere Siege und Podestplätze. 2012 gewann sie mit Schopf im Doppelsitzer die österreichische Meisterschaft im Rollenrodeln und die Gesamtwertung des Rollenrodelcups.

## Erfolge

### Europameisterschaften
- St. Sebastian 2010: 10. Einsitzer

### Juniorenweltmeisterschaften
- Deutschnofen 2010: 7. Einsitzer

### Junioreneuropameisterschaften
- St. Sebastian 2007: 9. Einsitzer
- Longiarü 2009: 9. Einsitzer

### Weltcup
- 1 Top-10-Platzierung